# Liste der Stolpersteine in Berlin-Baumschulenweg
Die Liste der Stolpersteine in Berlin-Baumschulenweg enthält die Stolpersteine im Berliner Ortsteil Baumschulenweg im Bezirk Treptow-Köpenick, die an das Schicksal der Menschen erinnern, die im Nationalsozialismus ermordet, deportiert, vertrieben oder in den Suizid getrieben wurden. Die Spalten der Tabelle sind selbsterklärend. Die Tabelle erfasst insgesamt 27 Stolpersteine und ist teilweise sortierbar; die Grundsortierung erfolgt alphabetisch nach dem Familiennamen.
| Bild | Name                | Standort                                                                     | Verlegedatum  | Leben |                     |
| ---- | ------------------- | ---------------------------------------------------------------------------- | ------------- | --- | ------------------- |
|      | Bertha Allenstein   | Ernststraße 3                                                                | 5. Apr. 2022  | |                     |
|      | Ludwig Allenstein   | Ernststraße 3                                                                | 5. Apr. 2022  | |                     |
|      | Arthur Baude        | Köpenicker Landstraße 262                                                    | 21. März 2017 | Arthur Baude wurde am 13. Mai 1888 in Berlin geboren, seine Eltern waren der Arbeiter Max Baude (1866–1943) und die Arbeiterin Minna Bernstein (1867–1942), die am 19. Mai 1888 geheiratet hatten. 1889 wurde seine Schwester Martha geboren und 1890 sein Bruder Leopold, beide starben aber kurz nach ihrer Geburt. Am 21. August 1914 heiratete Arthur in Berlin-Treptow Maly Hirschfeld, mit der er im gleichen Jahr eine Wohnung in der späteren Köpenicker Landstraße 262 in Berlin-Baumschulenweg bezog. Ihre Tochter Vera Röschen wurde am 1. September 1917 dort geboren. Gemeinsam mit seiner Ehefrau wurde er am 19. Januar 1942 mit dem 9. Osttransport nach Riga deportiert und ist dort auch ermordet worden. |                     |
|      | Maly Baude          | Köpenicker Landstraße 262                                                    | 21. März 2017 | Maly Baude geb. Hirschfeld wurde am 9. Mai 1888 als drittes Kind von Moritz Hirschfeld und Marie Loerzer in New York geboren. Über ihre Kindheit und Schule, über die beiden Schwestern Adele und Margarethe sowie dem Zeitpunkt und die Zusammenhänge des Umzuges nach Deutschland ist nichts bekannt. Als Beruf bzw. Tätigkeit gab sie in den Unterlagen Kontoristin an. Ihr Arbeitgeber war seit dem Jahre 1913 die Fa. Wessel, Schulte und Co. in der Poststraße 5 in Berlin. Am 21. August 1914 heiratete sie in Berlin-Treptow Arthur Baude, mit dem sie im gleichen Jahr eine Wohnung in der späteren Köpenicker Landstraße 262 in Berlin-Baumschulenweg bezog. Nach Geburt ihrer Tochter Vera am 1. September 1917 widmete sie sich der Erziehung ihres Kindes, gab dann als Tätigkeit „Ehefrau“ an. Die „Vermögenserklärung“ in Vorbereitung der wenige Wochen später erfolgten Deportation schrieb sie am 16. Dezember 1941. Gemeinsam mit ihrem Ehemann wurde sie einen Monat später am 19. Januar 1942 mit dem 9. Osttransport nach Riga deportiert und ist dort auch ermordet worden. Die Heirat ihrer Tochter Vera am 19. Februar 1942 mit Fritz Julius Fürst erlebte sie schon nicht mehr. Und gleichfalls nicht deren Deportation nach Auschwitz am 4. März 1943. Maly Baude wurde 54 Jahre alt. |                     |
|      | Emma Bry            | Rodelbergweg 12                                                              | 20. Sep. 2013 | Emma Bry, geborene Jacoby, wurde am 3. Februar 1871 in Schöneck in Westpreußen (heute Skarszewy in Polen) geboren, ihre Eltern waren der Kaufmann Menzel Jacoby und Rosalie geborene Schwarz. Am 27. Juni 1904 hatte sie in Lötzen in Ostpreußen (heute Giżycko in Polen) den Kaufmann Hermann Bry geheiratet, die Ehe blieb kinderlos. Nach dem Tode des Mannes im Jahr 1935 übernahm Emma Bry das Geschäft in der Baumschulenstraße 12, der Name „Kaufhaus Hermann Bry“ wurde jedoch beibehalten. Die Pogromnacht am 9. November 1938 betraf auch ihr Geschäft. Es wurde zerstört und geplündert und anschließend „arisiert“. Am 14. September 1942 wurde sie mit dem „2. großen Alterstransport“ (Zugnummer „Da 514“) vom Güterbahnhof Berlin-Moabit (Putlitzstraße) nach Theresienstadt deportiert. Vorher wurde sie genötigt, einen „Heimeinkaufsvertrag“ zu unterzeichnen, ihr gesamtes Vermögen wurde eingezogen. Am 19. April 1944 wurde sie in Theresienstadt ermordet. |                     |
|      | Hermann Bry         | Rodelbergweg 12                                                              | 20. Sep. 2013 | Hermann Bry wurde am 23. August 1872 in Schrimm (heute Śrem in Polen) geboren, seine Eltern waren Samuel Bry und Hannchen geborene Jaffe. Am 27. Juni 1904 hatte er in Lötzen in Ostpreußen (heute Giżycko in Polen) die Geschäftsinhaberin Emma Jacoby geheiratet, die Ehe blieb kinderlos. 1926 wurde er erstmals als Inhaber des „Kaufhaus Hermann Bry“ in der Baumschulenstraße 12 genannt, seine Wohnadresse war der Rodelbergweg 12. Sein Geschäft war Ziel des Boykotts jüdischer Geschäfte am 1. April 1933. Hermann Bry verstarb im Jahre 1935 im Alter von 63 Jahren an einem Schlaganfall und wurde auf dem Jüdischen Friedhof in Berlin-Weißensee in der Abteilung N7 begraben. Ab 1935 übernahm seine Ehefrau Emma Bry das Geschäft in der Baumschulenstraße. |                     |
|      | Albert Byck         | Kiefholzstraße 181                                                           | 23. Juni 2015 | Albert Byck wurde am 5. Juni 1865 in Bentschen als Kind von Abraham Byck (1830–1917) und Tiene Graetz (1833–1912) geboren. In Berlin-Moabit führte er ein zoologisches Geschäft in der Paulstraße 40, dann eröffnete er 1932/33 seine Zoohandlung in Baumschulenweg in der Baumschulenstraße 88. Seit 1891 war er verheiratet mit der Verkäuferin Fanny geb. Rosenbund (1868–1940). Aus dieser Ehe gingen drei Kinder hervor. Die Wohnung des Ehepaares Byck war zuerst in der Paulstraße 25, und ab Mitte der 1930er Jahre in der Kiefholzstraße 181 in Baumschulenweg. Die zoologische Handlung in der Baumschulenstraße 88 ist eines der jüdischen Geschäfte in Baumschulenweg, welches in einer NSDAP-Liste von Treptow/Neukölln für die Vorbereitung des landesweiten Boykotts am 1. April 1933 aufgeführt ist. Während des Novemberpogroms 1938 wurde die Handlung verwüstet, wenige Tage später erfolgte die Enteignung. Das Ehepaar Byck zog dann ca. 1939 in die Dragonerstraße 32 (Bezirk Mitte – jetzt Max-Beer-Straße). Am 17. November 1940 verstarb Fanny Byck. Sie wurde auf dem Jüdischen Friedhof in Berlin-Weißensee begraben. Die Inschrift ihres Grabsteins ist nur zum Teil lesbar. Im August 1942 erhielt Albert Byck die Aufforderung, sich in der Sammelstelle in der Großen Hamburger Straße 26 einzufinden. Am 17. August 1942 wurde er vom Bahnhof Berlin-Moabit nach Theresienstadt deportiert. Es war ein Personenzug, von den ca. 1.000 Transportierten haben nur 16 dieses Ghetto überlebt. Albert Byck verstarb dort im Alter von 77 Jahren. Auch seine Schwester Selma überlebte die Deportation nicht, sie wurde kurz vorher im Ghetto Litzmannstadt ermordet. |                     |
|      | Fritz Hasselhuhn    | Kiefholzstraße 177                                                           | 6. Okt. 2020  | |                     |
|      | Georg Heinsius      | Baumschulenstraße 90                                                         | 16. März 2018 | Georg Heinsius wurde am 23. Oktober 1882 als Sohn des Kaufmannes Alexander Heinsius und seiner Ehefrau Rosa geb. Zadeck in Berlin geboren. Nach Absolvierung des Königstädtischen Gymnasiums studierte er an den Universitäten Berlin, Heidelberg und München Medizin. Zwischendurch diente er beim 4. Garderegiment in Berlin. Seine erste ärztliche Niederlassung war am Nollendorfplatz in Berlin. Im September 1914 meldete er sich freiwillig für einen Einsatz an der Front und war bis zum Ende des Ersten Weltkrieges im Osten und Westen als Arzt tätig. Nach seiner Entlassung praktizierte er vorübergehend im Rheinland. Im Juni 1919 heiratete er Gertrude Eger. Kurze Zeit später kehrte er wieder nach Berlin zurück, wo er zunächst in Berlin-Rudow in der Rudower Straße 75 arbeitete. 1922 wurde in Berlin-Neukölln ihr Sohn Fritz Werner geboren. Ca. 1928 siedelte er nach Berlin-Baumschulenweg in die Baumschulenstraße 90/91. In diesem Haus hatte er auch seine Praxis. Patienten waren die damals zahlreich in diesem Ortsteil wohnenden Beamten. Ende März 1933 wurde seine Adresse in einem Verzeichnis der NSDAP des Bezirkes Treptow/Neukölln in Vorbereitung des landesweiten Boykotts von jüdischen Ärzten und Geschäften vom 1. April 1933 mit aufgeführt. Aufgrund des allgemeinen nazistischen Druck auf die Klienten seiner Praxis zog er bereits Anfang 1938 in die Wrangelstraße 49 in Berlin-Kreuzberg. Im Oktober 1938, noch vor dem Novemberpogrom, erfolgte die vollständige Enteignung seiner Praxis. Anschließend war Dr. Heinsius mehrfach Denunziationen und polizeilichen Vernehmungen ausgesetzt, sodass sich das Ehepaar Heinsius wenige Wochen später zu einer Ausreise in die USA entschloss. Seine Umzugsgüter wurden jedoch wie viele andere auch durch die Gestapo beschlagnahmt und später versteigert. Am 29. Juni 1939 wanderte er gemeinsam mit seiner Ehefrau in die USA aus. Noch auf dem Schiff (der „Hansa“) erfolgte eine diskriminierende Leibesvisitation. Ein erhoffter beruflicher Neuanfang in New York war ihm jedoch nicht möglich. Völlig mittellos und nach vielen Enttäuschungen nahm er sich in einem Anfall seelischer Depression am 23. Dezember 1941 das Leben. Erschütternd ist die Aufzählung der vielen Verletzungen im amtlichen Totenschein. Begraben wurde er auf dem Fresh Pond Cemetery im Stadtbezirk Queens. |                     |
|      | Gertrude Heinsius   | Baumschulenstraße 90                                                         | 16. März 2018 | Gertrude Heinsius wurde am 18. Oktober 1885 in Berlin geboren. Ihr Vater, Paul Philipp Eger stammt aus Breslau; er verstarb im Jahre 1918 in einer Anstalt in Berlin-Buch. 1919 erfolgte in Frankfurt am Main die Heirat mit Georg Heinsius. Sie erlernte als den Beruf einer Lehrerin. 1922 wurde in Berlin-Neukölln ihr Sohn Fritz Werner geboren. Ca. 1928 siedelte die Familie Heinsius nach Berlin-Baumschulenweg in die Baumschulenstraße 90/91. In diesem Haus hatte ihr Ehemann auch seine Arzt-Praxis, es ist anzunehmen, dass sie dabei die verwaltungstechnischen Tätigkeiten wahrnahm. 1933 und in den folgenden Jahren wurde das Ehepaar Heinsius hinsichtlich ihres jüdischen Glaubens in Baumschulenweg boykottiert und bedrängt. Anschließend war ihr Ehemann mehrfach Denunziationen und polizeilichen Vernehmungen ausgesetzt, so dass sich das Ehepaar Heinsius wenige Wochen später zu einer Ausreise in die USA entschloss. Dazu buchten sie die noch heute existierende Umzugsfirma Kopania & Co. aus Berlin-Steglitz. Die Umzugsgüter wurden jedoch wie bei vielen anderen auch durch die Gestapo beschlagnahmt und später versteigert. Am 29. Juni 1939 erfolgte gemeinsam mit ihrem Ehemann die Auswanderung in die USA. Ein erhoffter beruflicher Neuanfang war ihm jedoch nicht möglich. Ohne seine ärztlichen Praxisgegenstände und ohne Barvermögen nahm er sich nach vielen Enttäuschungen in einem Akt der Verzweiflung am 23. Dezember 1941 das Leben. Gertrude Heinsius hielt sich in den USA als Sekretärin in verschiedenen Arztpraxen in New York über Wasser. Zunehmend verschlechterte sich altersbedingt ihr Zustand. Am 7. August 1965 verstarb Gertrude Heinsius im Alter von 80 Jahren in New York. |                     |
|      | Anna Sophie Jacobi  | Rodelbergweg 12                                                              | 20. Sep. 2013 | Anna Sophie Jacobi geb. Hirschberg, geboren am 14. Juni 1875 in Berlin, ihre Eltern waren Wilhelm Hirschberg (ca. 1833–1910) und Pauline geborene Altmann (ca. 1838–1911). Am 21. März 1904 hatte sie in Berlin den Kaufmann Salomon geheiratet, ihre Kinder Käte Hilde (1904) und Heinz (1906) wurden geboren. Salomon Jacobi starb am 4. Januar 1913 im Alter von 43 Jahren in Berlin-Schöneberg. Anna Sophie Jacobi wurde am 7. September 1942 mit dem 58. Alterstransport nach Theresienstadt deportiert und am 29. September 1942 im Vernichtungslager Treblinka ermordet. |                     |
|      | Käte Hilde Jacobi   | Rodelbergweg 12                                                              | 20. Sep. 2013 | Käte Hilde Jacobi, geboren am 23. Dezember 1904 in Berlin, Tochter von Salomon und Anna Sophie Jacobi. Sie musste Zwangsarbeit bei Siemens-Halske in Berlin-Jungfernheide leisten. Vom Arbeitsplatz wurde sie am 1. März 1943 verhaftet und mit dem 31. Osttransport nach Auschwitz deportiert und dort ermordet. Das Todesdatum ist unbekannt. Ihr Bruder Heinz wurde ebenfalls am 1. März 1943 nach Auschwitz deportiert und dort am 3. Mai 1943 ermordet. |                     |
|      | Elfriede Lasch      | Scheiblerstraße 17                                                           | 5. Apr. 2022  | |                     |
|      | Albert Lerner       | Eschenbachstraße 1                                                           | 23. Juni 2015 | Über Lerners Kindheit und Jugend ist nichts bekannt. Fest steht lediglich, dass er am 23. August 1897 in Szczakowa geboren wurde. Diese im Kreis Krakau gelegene Kleinstadt gehörte zu Westgalizien, einem bis 1918 unter österreichischer Herrschaft stehenden Gebiet im heutigen Polen. Wie, wann und warum Albert Lerner nach Berlin gekommen ist, ob allein oder mit seiner Familie, wo er vor 1925 gewohnt hat – auf all diese Fragen gibt es bislang keine Antwort. Dank des inzwischen verstorbenen Zeitzeugen Martin Schaaff sind aber Lerners Beweggründe, im Alter von 28 Jahren den evangelischen Glauben anzunehmen, bekannt. Er ließ sich nämlich wegen seiner geplanten kirchlichen Hochzeit mit Cornelia „Nelly“ Hegenscheidt taufen, einer Tochter des Tanzlehrers Ferdinand Hegenscheidt aus dem Ortsteil, dessen Familie mit den Schaaffs befreundet war. Die Familie Schaaff hatte um 1910 die Sieben-Zimmer-Wohnung in der „bel étage“ der Eschenbachstraße 1 von Pfarrer Ahlenstiehl übernommen. Nach dem Tod von Vater Schaaff im Jahr 1924 überließ Frau Schaaff dem Ehepaar Lerner zwei Zimmer zur Untermiete, die dann zu einer separaten Wohnung ausgebaut wurden, in der Lerner bis zum Ende der 1930er Jahre bleiben konnte. Wie aus den Berliner Adressbüchern hervorgeht und von Martin Schaaff bestätigt wurde, war Lerner als kaufmännischer Angestellter in der Versandabteilung des Transportunternehmens Schenker tätig – seit 1936 sogar in einer leitenden Position. Auch hat Schaaff Albert Lerner als einen bescheidenen, tüchtigen und stets adrett gekleideten Mitmenschen in Erinnerung. Die spannende Suche nach weiteren Unterlagen über Albert Lerner im Brandenburgischen Landeshauptarchiv Potsdam (BLHA) brachte die von ihm am 24. Februar 1943 unterschriebene „Vermögenserklärung“ zutage. Dieses mehrseitige Formular musste ab Ende 1941 jeder zur Deportation bestimmte Jude wenige Tage vor seinem Abtransport ausfüllen und in einem detailliert ausgearbeiteten, sich über mehrere Seiten erstreckenden Fragebogen das ihm noch verbliebene Hab und Gut, ggf. sein Restvermögen, angeben. Das Dokument diente der „Vermögensverwertungsstelle beim Oberfinanzpräsidenten Berlin-Brandenburg“ als Grundlage für die Erfassung und Verwertung des von den Deportierten zurückgelassenen Besitzes. Anhand dieser Dokumente lassen sich häufig aufschlussreiche Informationen über ihre Lebensumstände bis zum Zeitpunkt der Deportation gewinnen. So auch für Albert Lerner. Er gibt an, seit Dezember 1942 ein möbliertes Zimmer in der Friedenstraße 4 (heute Friedrichshain) bei einem Vermieter namens Löwenthal bewohnt zu haben. Bei dieser Adresse handelt es sich um ein so genanntes Judenhaus mit mindestens 18 „Judenwohnungen“. Seit dem 1. Mai 1939 mussten nämlich alle Juden – da den „arischen“ Nachbarn ein Zusammenleben nicht länger zuzumuten war, wie es im damaligen Sprachgebrauch hieß – ihre Wohnung in den Häusern verlassen, deren Eigentümer „deutschblütig“ waren und in Häusern von Juden Unterkunft suchen. Dort wurden viele Personen sehr beengt untergebracht, was ihren Häschern schließlich einen gruppenweisen Abtransport ermöglichte. Dass Lerner Anfang 1943 keinerlei Möbel noch Hausrat geschweige denn Vermögen oder sonstige Wertsachen mehr besaß, ist aus den diesbezüglichen Rubriken des Dokuments ersichtlich, die allesamt durchgestrichen sind. Die Frage „Jude?“ auf Seite 1 der Erklärung beantwortet Lerner mit „ja“, auf Seite 2 gibt er seine Konfession als „evangelisch“ an. Hier liegt die besondere Tragik des Schicksals von Albert Lerner: Einerseits gehörte er wohl zu den aus dem Judentum herausgelösten getauften Juden. Im „Jüdischen Adressbuch von Groß-Berlin“ von 1931 ist er nicht vermerkt. Für die NS-Bürokratie indes hielt einzig und allein die Religionszugehörigkeit der Eltern und Großeltern als Kriterium der rassischen Einstufung her, und so war und blieb Lerner für die Nazis trotz seiner viele Jahre vor der Machtergreifung erfolgten Taufe als evangelischer Christ ein „Rassejude“ bzw. „Volljude“. Doch damit nicht genug: Für die Nazis gehörte der in Galizien geborene Jude Lerner zu den so genannten Ostjuden, die bereits seit Anfang des 20. Jahrhunderts ein ausgesprochen „beliebtes“ Ziel der antisemitischen Propaganda gewesen und den neuen Machthabern ein besonderer Dorn im Auge waren. Gegen diese Bevölkerungsgruppe richtete sich das am 14. Juli 1933 verfügte „Gesetz über den Widerruf von Einbürgerungen und die Aberkennung der deutschen Staatsangehörigkeit“, das neben den im Ausland lebenden politischen Flüchtlingen die in der Weimarer Republik eingebürgerten Juden wie Lerner ins Visier nahm. Deshalb gibt er an, „staatenlos“ zu sein, nachdem er bis 1934 die deutsche Staatsangehörigkeit besessen hatte. Als besonders interessant erwies sich zudem Lerners Angabe, als Arbeiter bei der Graetz AG in der Treptower Elsenstraße beschäftigt gewesen zu sein – seit wann, ist unbekannt. Tatsache ist, dass bei diesem Marktführer für Petroleum- und Gasleuchten, der während der Weltkriege Waffen und Munition lieferte, als so genanntem Wehrbetrieb ab September 1940 mehr als 500 namentlich bekannte Juden zum Arbeitseinsatz zwangsverpflichtet waren. In der Ausgabe 2010 des Jahr- und Lesebuchs Treptow-Köpenick berichtete Monika Niendorf im Beitrag „Ehrich & Graetz – Eine Schachtel voller Schicksale“ eindrucksvoll über die Gegebenheiten in diesem „kriegswichtigen“ Unternehmen. Albert Lerner war tatsächlich einer der Betroffenen, sein Foto fand ich in der erhalten gebliebenen Bilddatei. Zum Zeitpunkt der Aufnahme war er noch keine 45 Jahre alt. Das Foto lässt vermuten, dass es sich um einen wesentlich älteren Mann handelt. Belegt ist auch, dass Lerner bis November 1942 bei dem jüdischen Zwangsarbeiter namens Gerhard Hirsch in der Neuen Königstraße 75 in Berlin-Mitte zur Untermiete gewohnt hatte – bis zu dessen Deportation am 29. November 1942 mit dem 23. Osttransport nach Auschwitz. Wann und wo genau Albert Lerner verhaftet worden ist, konnte nicht ermittelt werden. Dokumentiert ist, dass Lerner unmittelbar vor der am 27. Februar 1943 durchgeführten „Fabrikaktion“ mit dem 30. Osttransport am 26. Februar als einer von insgesamt 1100 Deportierten dieses Tages nach Auschwitz gebracht wurde. Auf der Transportliste sind die Namen von 901 in Berlin wohnhaften Juden verzeichnet. Die übrigen hatte man zuvor aus anderen Städten und Regionen Deutschlands nach Berlin gebracht. Allein aus Lerners letzter Wohnadresse in der Friedenstraße 4 waren sieben weitere Menschen betroffen – unter ihnen auch seine Vermieterin. Lerners Name findet sich auf Blatt 52 unter der Nr. 1008. Nur elf Personen dieses Transports haben den Holocaust überlebt. Von Albert Lerner aber fehlen seit dem Transport in das übrigens keine 50 Kilometer von seinem Geburtsort gelegene Vernichtungslager jegliche weiteren Lebenszeugnisse. Sein genaues Todesdatum ist nicht bekannt. Laut Angabe der Gedenkbücher der Berliner und der deutschen jüdischen Opfer des Nationalsozialismus gilt er als verschollen. Für die Behörden indes war die Akte Lerner noch nicht geschlossen: Das „Vermögen“ jedes Deportierten musste noch der Verwertung durch das Deutsche Reich zugeführt werden. Bei der Begehung von Lerners Zimmer in der Friedenstraße stellte der Gerichtsvollzieher am 29. April 1943 fest, dass kein Nachlass vorhanden war, womit sich eine Räumung erübrigte. Akribisch listete der Rechtspfleger noch am selben Tag seine ihm für diesen Akt zu erstattenden Unkosten in Höhe von 2,50 Reichsmark auf. Lerners letzter Lohn in Höhe von 95,81 Reichsmark wurde – wie der aller deportierten jüdischen Zwangsarbeiter und Zwangsarbeiterinnen – für „als dem Reich verfallen“ erklärt. Die Graetz AG überwies den Betrag am 8. Oktober 1943 an die Oberfinanzkasse Berlin-Brandenburg, Alt-Moabit 143 – rund acht Monate nach Lerners Deportation. Bis zum 30. Januar 1933 war Albert Lerner offensichtlich ein ganz normaler Berliner Bürger. Zehn Jahre später wurde er nach Auschwitz deportiert. Siebzig Jahre nach dem Ende der NS-Zeit ehrte die Evangelische Kirchengemeinde Baumschulenweg ihr langjähriges Gemeindemitglied, das auch die Taufe nicht vor der Verfolgung durch die Nazis bewahren konnte, mit einem Stolperstein. Den hat der Kölner Künstler Gunter Demnig am 23. Juni 2015 in das Pflaster des Gehweges vor dem Haus in der Eschenbachstraße 1 eingelassen. |                     |
|      | Siegfried Lublinsky | Baumschulenstraße 12                                                         | 6. Okt. 2020  | |                     |
|      | Arnold Markowski    | Rinkartstraße 27                                                             | 6. Okt. 2020  | |                     |
|      | Charlotte Markowski | Rinkartstraße 27                                                             | 6. Okt. 2020  | |                     |
|      | Jacques Markowski   | Rinkartstraße 27                                                             | 6. Okt. 2020  | |                     |
|      | Käte Mugdan         | Güldenhofer Ufer 10                                                          | 27. Feb. 2008 | Käte Mugdan, geb. Rosenthal, geboren am 13. Januar 1859 in Magdeburg. Flucht in den Tod am 27. August 1942 in Berlin unmittelbar vor der Deportation nach Theresienstadt. |                     |
|      | Detmar Prinz        | Ekkehardstraße 5                                                             | 23. Juni 2015 | Detmar Prinz wurde am 25. August 1887 in Berlin geboren, seine Eltern waren Moritz Prinz (aus Preußisch-Stargard – verstorben 1914 in Berlin-Baumschulenweg) und Dorothea Prinz geb. Hoch (aus Festenberg – verstorben 1910). Er hatte noch zwei Schwestern, Paula (1883–1942) und Helena (1885–1935). Er erlernte den Beruf eines Bankbeamten. Die Arbeitsstelle ist nicht bekannt. Am 11. Januar 1912 heiratete er die Buchhalterin Louise Abraham und wohnte anschließend in der Ekkehardstraße 5 in Berlin-Baumschulenweg. Beide gaben als Religion „mosaisch“ an. Kinder wurden in der Ehe nicht geboren. Am 12. Oktober 1941 wählte Detmar Prinz gemeinsam mit seiner Ehefrau Louise den Freitod durch Schlafmittelvergiftung, er starb im Jüdischen Krankenhaus im Wedding. Der Grabstein von Detmar Prinz befindet sich in einer Grabanlage gemeinsam mit dem seiner Ehefrau, seinem Vater und seiner Mutter auf dem Jüdischen Friedhof Weißensee. Seine Schwester Helena (verheiratete Abraham) starb am 14. August 1935 im Städtischen Krankenhaus am Urban und seine Schwester Paula (verheiratete Neumann) starb am 29. Dezember 1942 durch eine Vergiftung mit Veronal in Berlin-Charlottenburg. |                     |
|      | Louise Prinz        | Ekkehardstraße 5                                                             | 23. Juni 2015 | Louise Abraham wurde am 9. April 1892 in Posen (heute Poznan in Polen) geboren, ihre Eltern waren Jacob Abraham (1852–1929) und Henriette Lippmann (1851–1925). Am 11. Januar 1912 heiratete sie Detmar Prinz und wohnte anschließend in der Ekkehardstraße 5 in Berlin-Baumschulenweg. Am 12. Oktober 1941 wählte Louise Prinz gemeinsam mit ihrem Ehemann Detmar den Freitod durch Schlafmittelvergiftung, sie starb am 14. Oktober 1941 im Jüdischen Krankenhaus im Wedding. Für ihre Schwester Hannchen verheiratete Leisersohn und ihre Familie wurden in der Mellener Straße 33 (ehem. Roonstraße 41) in Berlin-Lichtenrade Stolpersteine verlegt (siehe dort). |                     |
|      | Alfred Selbiger     | Güldenhofer Ufer 10                                                          | 27. Feb. 2008 | Alfred Selbiger, geb. am 16. Mai 1911 in Berlin, war Rabbiner und Jugendleiter auf Gut Havelberg zur landwirtschaftlichen sowie handwerklichen Ausbildung von Palästina-Pionieren (Hachschara). Er wurde im Rahmen der „Gemeinde-Aktion“ Anfang Dezember 1942 als Geisel mit weiteren 19 Mitgliedern der Reichsvereinigung für nicht zur Deportation erschienene Juden verhaftet und am 20. November 1942 im KZ Sachsenhausen oder im Außenlager Lichterfelde erschossen. Seine Frau Erika und seine Eltern wurden ebenfalls Opfer des Holocausts. |                     |
|      | Emma Selbiger       | Güldenhofer Ufer 10                                                          | 27. Feb. 2008 | Emma Selbiger, geb. Behr, geboren am 21. Mai 1885 in Flatow, wurde am 9. Dezember 1942 mit dem 24. Osttransport ins KZ Auschwitz deportiert und dort ermordet. Das Todesdatum ist unbekannt. |                     |
|      | Erika Selbiger      | Güldenhofer Ufer 10                                                          | 27. Feb. 2008 | Erika Selbiger, geb. Katz, geboren am 18. Juni 1914 in Rogasen war Leiterin des Hachschara-Gutes Havelberg zur landwirtschaftlichen sowie handwerklichen Ausbildung von Palästina-Pionieren. Sie wurde am 9. Dezember 1942 mit dem 24. Osttransport ins KZ Auschwitz deportiert und dort ermordet. Das Todesdatum ist unbekannt. |                     |
|      | Heinrich Selbiger   | Güldenhofer Ufer 10                                                          | 27. Feb. 2008 | Heinrich Selbiger wurde am 2. August 1884 in Schlochau geboren. Er diente im Ersten Weltkrieg in der deutschen Armee. Er unterrichtete Geschichte, jüdische Geschichte und Hebräisch in der Mittelschule der Jüdischen Gemeinde zu Berlin in der Großen Hamburger Straße. Er wurde am 9. Dezember 1942 mit dem 24. Osttransport ins KZ Auschwitz deportiert und dort ermordet. Das Todesdatum ist unbekannt. |                     |
|      | Hellmut Späth       | Späthstraße 80/81 (Treppe am Verwaltungsgebäude der Späth’schen Baumschulen) | 15. Sep. 2010 | Hellmut Späth, Inhaber der Späth’schen Baumschulen, wurde wegen „Umgangs mit Juden und versteckter Hetz- und Wühlarbeit gegen Deutschland“ im Jahre 1943 verhaftet, wegen „Kriegswirtschaftsvergehen“ verurteilt und in der Justizvollzugsanstalt Bautzen inhaftiert. Später wird er in das KZ Sachsenhausen eingeliefert, wo er am 15. Februar 1945 einem Massenmord an den Häftlingen zum Opfer fiel. Der Stein wurde am 18. September 2010 feierlich eingeweiht. Ein weiterer Stolperstein für Späth liegt vor dem Hauptportal der Landesschule Pforta in Schulpforte, siehe hierzu Liste der Stolpersteine in Naumburg (Saale). | 52.453551 13.474304 |
|      | Paula Töpfer        | Güldenhofer Ufer 10                                                          | 5. Apr. 2022  | |                     |